# Levi’s Stadium
Das Levi’s Stadium ist ein American-Football-Stadion in der US-amerikanischen Stadt Santa Clara im Bundesstaat Kalifornien. 

## Geschichte
Seit der Saison 2014 ist es die Heimat der San Francisco 49ers aus der National Football League (NFL), die zuvor im Candlestick Park beheimatet waren. Das Stadion bietet Platz für 68.500 Zuschauer, kann aber auf 75.000 Plätze erweitert werden.
Der Namenssponsor Levi Strauss & Co. erwarb die Namensrechte an der neuen Heimat der 49ers. Der Vertrag hat eine Laufzeit von 20 Jahren und ein Volumen von 220,3 Mio. US-Dollar. Levi Strauss & Co. hat die Option, den Vertrag um fünf Jahre zu verlängern, bei noch einmal 75 Mio. US-Dollar.
Im Eröffnungsspiel trafen am 2. August 2014 die beiden MLS-Teams der San Jose Earthquakes gegen den Seattle Sounders FC aufeinander. Den 1:0-Sieg der Earthquakes verfolgten 48.765 Zuschauer. Die erste Partie der 49ers fand am 14. September 2014 gegen die Chicago Bears (20:28) vor 70.799 Zuschauern statt.
Die jährliche Pac-12 Championship im American Football der NCAA wird im Levi’s Stadium ausgetragen.
Seit 2014 ist die Spielstätte Austragungsort des NCAA-Foster-Farms-Bowls. In der NHL Stadium Series 2015 wurde am 21. Februar 2015 ein Spiel der regulären Saison zwischen den San Jose Sharks und den Los Angeles Kings im Levi’s Stadium unter freiem Himmel ausgetragen. Am 29. März 2015 machte die Wrestling-Veranstaltung WrestleMania XXXI der WWE Station im Stadion und stellte mit 76.976 Besuchern einen neuen Stadionrekord auf. Am 7. Februar 2016 war das Levi’s Stadium Schauplatz des 50. Super Bowls. Die Anlage wurde für den Super Bowl LX (2026) als Austragungsort ausgewählt.
Die Spielstätte der San Francisco 49ers wird bis 2043 seinen Namen behalten. Der Vertrag wurde um zehn Jahre verlängert.